# Leptodactylus paraensis
Leptodactylus paraensis är en groddjursart som beskrevs av Heyer 2005. Leptodactylus paraensis ingår i släktet Leptodactylus och familjen tandpaddor. IUCN kategoriserar arten globalt som livskraftig. Inga underarter finns listade i Catalogue of Life.